# Palaeomystis unio
Palaeomystis unio är en fjärilsart som beskrevs av Charles Oberthür 1886. Palaeomystis unio ingår i släktet Palaeomystis och familjen mätare. Inga underarter finns listade i Catalogue of Life.